# Офлюсование
Офлюсова́ние — процесс смешивания материала с флюсами для улучшения свойств конечного продукта. Как правило, офлюсованию подвергаются руды и металлургические концентраты с получением офлюсованной шихты для дальнейшего окускования или плавки.
Основная характеристика процесса — степень офлюсования или основность полученной смеси.

## История
Процесс офлюсования руд впервые разработан в СССР и применён на Магнитогорской агломерационной фабрике в 1950 г.

## Применение в промышленности
Офлюсование руд увеличивает производительность фабрик окускования (до 12 и 60 % соответственно при использовании известняка и обожжённой извести), повышает производительность доменных печей и уменьшает расход кокса на производство чугуна. Так, на Магнитогорском металлургическом комбинате при доменном переделе самоплавкого агломерата удельный расход кокса снизился на 8 %, а производительность печи возросла на 10 %; на Криворожском металлургическом комбинате эти показатели улучшились соответственно на 18,6 и 22,6 %.
При офлюсовании руд получают три типа окускованного продукта, характеризующегося степенью основности:
- обычный (0,3—0,8);
- самоплавкий (1—1,4);
- железофлюс (4—6).

При содержании в окускованном продукте до 2 % и более магнезии его называют доломитизированным. Применение доломита в доменной плавке позволяет повысить подвижность шлака и устойчивость его физико-химических свойств при изменении температуры и состава. Офлюсование руд снижает содержание фаялита, образовавшегося в результате взаимодействия закиси железа с кремнезёмом, плохо восстанавливаемого при металлургическом переделе. Кроме улучшения восстановимости шихты, офлюсование руд интенсифицирует процесс окускования. Наиболее эффективно этот процесс происходит при добавке в шихту обожжённого известняка, который способен вступать во взаимодействие с закисью железа, оксидом кремния и глинозёмом и таким образом предупреждать образование трудновосстановимых силикатов железа. Вместе с этим, прочность окускованного продукта по мере повышения основности до 1,8 снижается, а с повышением степени основности более 1,9 — резко увеличивается. При основности 4—6 прочность офлюсованного продукта повышается в 2—3 раза за счёт замены ортосиликатной и железокальцевосиликатной связки на легковосстановимую ферритокальциевую связку. Такие свойства предопределили тенденцию на применение железофлюса в смеси с низкофлюсованным продуктом. Этим достигается высокая прочность рудного сырья и необходимая основность.